# Oyunaa
Oyunaa (オユンナ, Oyunna), née sous le nom mongol : Дамдинсүрэнгийн Оюунтүлхүүр ; translit. : Damdinsûrengiin Oyuuntülkhüür) le 10 novembre 1975 à Oulan-Bator, est une chanteuse mongole qui s'est établie un certain temps au Japon, où elle à connu un certain succès. Elle chante en mongol et en japonais.
Elle chante en japonais, berceuse céleste (天の子守歌, Ten no Komoriuta), traduction de la chanson mongole Eejiin Buuvei (mongol : Ээжийн бүүвэй, « berceuse maternelle », également connue en Chine sous la traduction « Menggu yaolan qu » （chinois : 蒙古摇篮曲 ; pinyin : Mēnggǔ yáolán qǔ ; litt. « berceuse mongole »), a été réinterprétée par la chanteuse d'Okinawa, Rimi Natsukawa, en japonais, sous le même titre. Cette chanson vaut à Oyunaa le Grand Prix du festival mondial de musiques pour enfants à Tokyo en 1989.
Cette chanson est également interprétée plus récemment par la chanteuse de Mongolie, Duulim (Дуулим) et la chanteuse de Mongolie-Intérieure, Moergen.